# Friedrich Sylburg
Friedrich Sylburg est un philologue allemand, né à Wetter (en landgraviat de Hesse) en 1536, mort à Heidelberg en 1596. 

## Biographie
Il est fils d’un paysan ; l’ardeur qu’il met à apprendre l’hébreu et les langues anciennes le fait envoyer à Iéna et dans d’autres universités allemandes, où il perfectionne ses connaissances. 
Sylburg se consacre d’abord à l’enseignement et enseigne les langues anciennes au gymnase de Neuhaus, près de Worms, et a celui de Lich, dans la Wetterau. C’est à cette époque qu’il publie une édition corrigée et augmentée des Institutions de Clénard. Il est soutenu dans ses études grecques par Henri Estienne, son ami. 
Bientôt, cependant, il renonce tout à fait à l’enseignement, et, à partir de 1582, il se voue tout entier à la révision et à la correction des anciens auteurs grecs et latins. Jusqu’en 1591, il travaille chez l’imprimeur Wechel à Francfort-sur-le-Main, ensuite il passe à Heidelberg, auprès de Commelin, et est nommé bibliothécaire de l’université. 

## Œuvres
Cet érudit n’a point composé d’ouvrages originaux, mais il a publié un grand nombre d’éditions, notamment : 
- Aristotelis opera (1584-1587, 5 vol. in-4°) ;
- Isocratis orationes (1535, in-8°) ;
- l’édition princeps de Denys d’Halicarnasse (1586, 2 vol. in-fol.) ;
- Scriptores romanæ historiæ minores (1587, 3 vol. in-fol.) ;
- Etymologicum magnum (1594, in-fol.) ; Justini opera (1595, in-fol.) ;
- Theognidis, Phocylidis, Pythagoræ, etc., poemata (1597, in-8°), etc.

Sylburg a collaboré au Thesaurus d’Henri Estienne.

## Source
« Friedrich Sylburg », dans Pierre Larousse, Grand dictionnaire universel du XIXe siècle, Paris, Administration du grand dictionnaire universel, 15 vol., 1863-1890 [détail des éditions].